# De redding van het lichaam van de heilige Marcus
De redding van het lichaam van de heilige Marcus (Italiaans: Messa in salvo del corpo di san Marco) is een schilderij van Tintoretto. Hij maakte het tussen 1562 en 1566 voor de Scuola Grande di San Marco.  Sinds 1920 maakt het schilderij deel uit van de collectie van de Gallerie dell'Accademia in Venetië.

## Voorstelling
In de Legenda aurea van Jacobus de Voragine wordt de marteldood van Marcus in Alexandrië, waar hij bisschop was, beschreven. Hij werd twee dagen lang vastgebonden aan een paard door de stad gesleept totdat hij aan zijn verwondingen bezweek. Kort daarna volgt een passage die beschrijft wat er op Tintoretto's schilderij afgebeeld is. De heidenen wilden Marcus' lichaam verbranden, maar door een plotselinge storm vluchtte iedereen weg. Hierdoor konden de christenen het lichaam meenemen en waardig begraven. Verderop in de Legenda aurea staat nog vermeld dat twee Venetiaanse kooplieden het lichaam van Marcus eeuwen later van Alexandrië naar hun thuisstad brachten (de translatie). Het schilderij wordt daarom ten onrechte ook wel de De translatie van het lichaam van de heilige Marcus genoemd. 
Rechtsonder op het schilderij zijn enkele christenen uit Alexandrië te zien die het lichaam van Marcus redden van de brandstapel. Ze maken gebruik van de heftige storm die plotseling was opgestoken. Vlak achter de groep is een dromedaris afgebeeld die is weggelopen uit angst voor het naderende onweer. Een man die op de grond is gevallen, houdt hem met moeite vast met een touw, een verwijzing naar de marteldood van Marcus. Achter het dier is de brandstapel te zien waarop het lichaam verbrand had moeten worden. 
De scene speelt zich af op een groot plein dat duidelijk is geïnspireerd door het San Marcoplein. Ook de bestrating met baksteen en kalksteen is typisch Venetiaans. De heidense tempel op de achtergrond is een verhoogde en rijker versierde weergave van de kerk van San Geminiano, die in 1807 gesloopt is. Het paleis aan de linkerkant is een mengeling van de Procuratie Vecchie en de Biblioteca Marciana. Veel mensen vluchten naar de arcaden van dat gebouw om te schuilen voor de storm. 
Net als bij De vondst van het lichaam van de heilige Marcus speelt het perspectief een belangrijke rol in het schilderij. De architectuur van het plein onderstreept de positie van het verdwijnpunt. De kleurkeuze is vlak, de schaduwen zijn slechts hints. De tinten zijn donkerder bij voorwerpen dichtbij, terwijl figuren verderop wit of bijna transparant zijn. De lucht is door de zware storm bezaaid met wolken en krijgt een roodachtige tint. Tussen de donkere wolken zijn bliksemflitsen te zien.

## Herkomst
Tommaso Rangone, Guardian Grande (voorzitter) van de Scuola Grande di San Marco, bestelde het schilderij in 1562 bij de kunstenaar. Hij is zelf te zien op het schilderij als de man die achter de heilige staat en zijn hoofd vasthoudt. Het werk hing in de kapittelzaal van de scuola waar nog meer werken van Tintoretto over het leven van Marcus hingen (De vondst van het lichaam van de heilige Marcus, Het wonder van de slaaf en De heilige Marcus redt een Saraceen tijdens een schipbreuk).   
Toen de scuola in 1807 werd opgeheven, ging het doek naar de Biblioteca Marciana. Hier werd het aan de linker- en rechterkant bijgesneden, terwijl aan de boven- onderkant juist stukken werden toegevoegd. De brandstapel werd in deze periode overgeschilderd, waardoor het mogelijk werd het schilderij te interpreteren als een weergave van de translatie van het lichaam van Marcus naar Venetië. Voor de aanpassingen was in de linkerbovenhoek van het schilderij Marcus' ziel te zien die naar de hemel opstijgt. Deze werd voorgesteld als een naakt lichaam dat leek op de heilige. Beneden hem waren twee heidenen geschilderd, waarvan er een op de grond lag, ruziënd over een doek. Het hoofd en het bovenlichaam van een van hen zijn nog steeds te zien.   
In 1920 kwam het schilderij in de Gallerie terecht. Tijdens een restauratie in 1959 werd de brandstapel weer zichtbaar gemaakt.

## Afbeeldingen

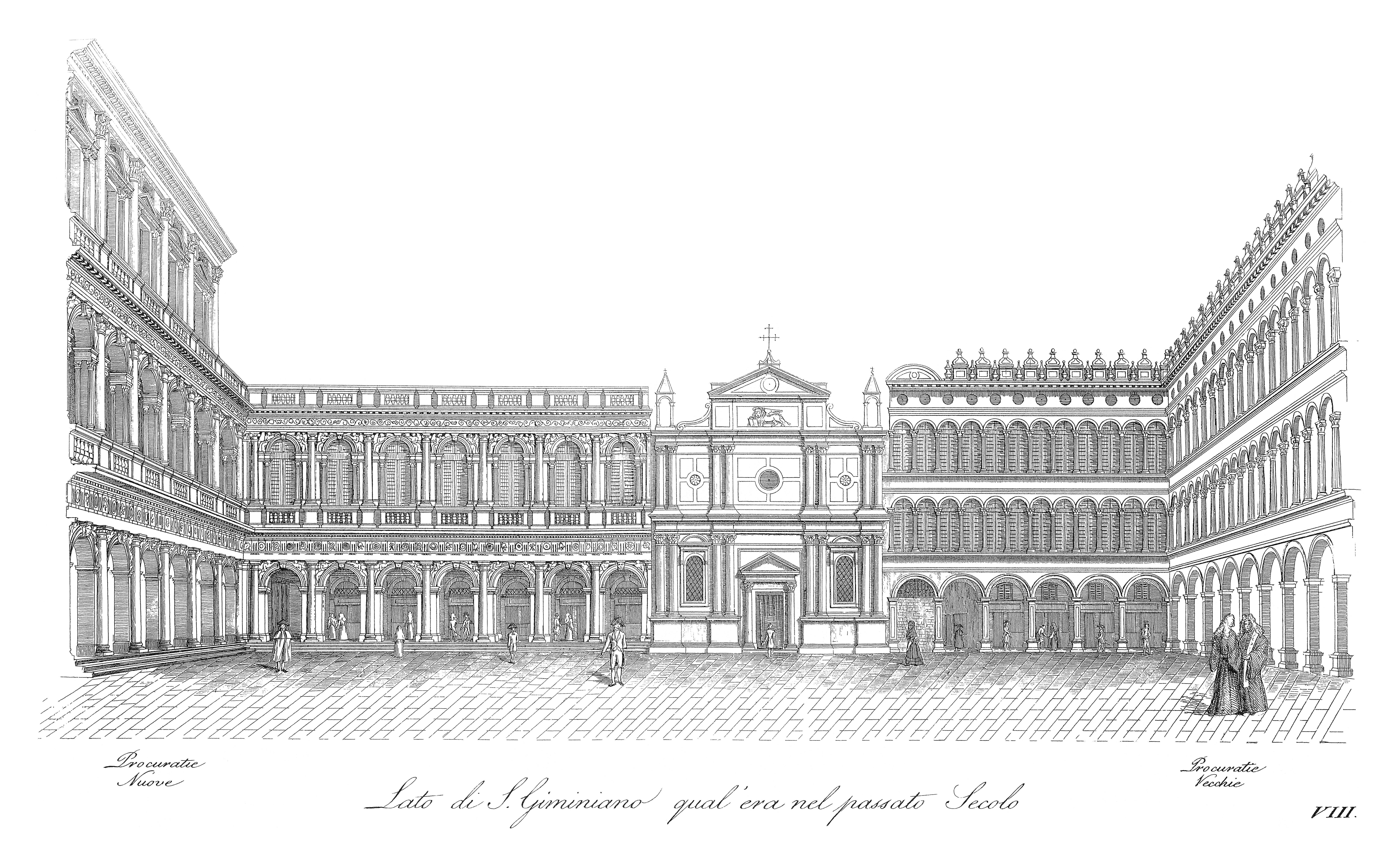
Het San Marcoplein met de voormalige kerk van San Geminiano (Dionisio Moretti, 1831)
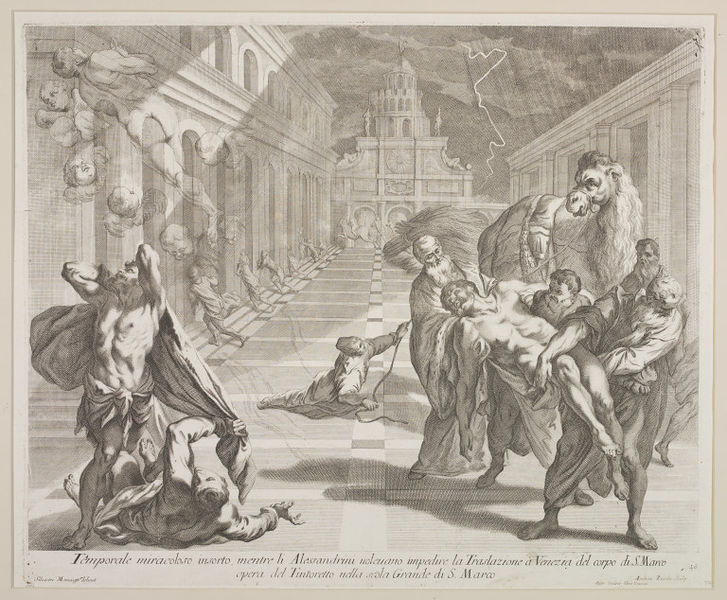
Prent die laat zien hoe het schilderij er oorspronkelijk uitzag
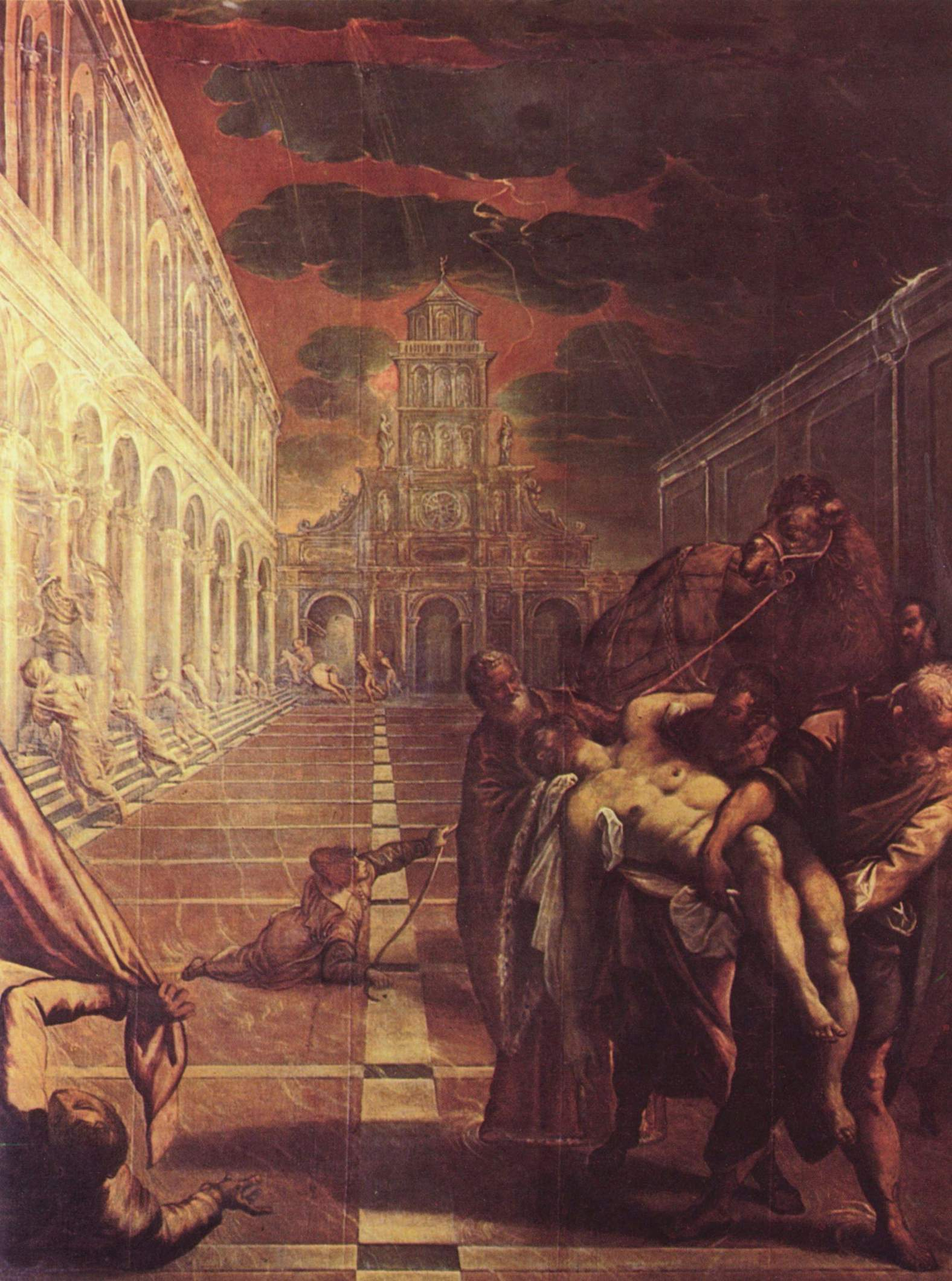
Het schilderij voor de verwijdering van de overschilderingen
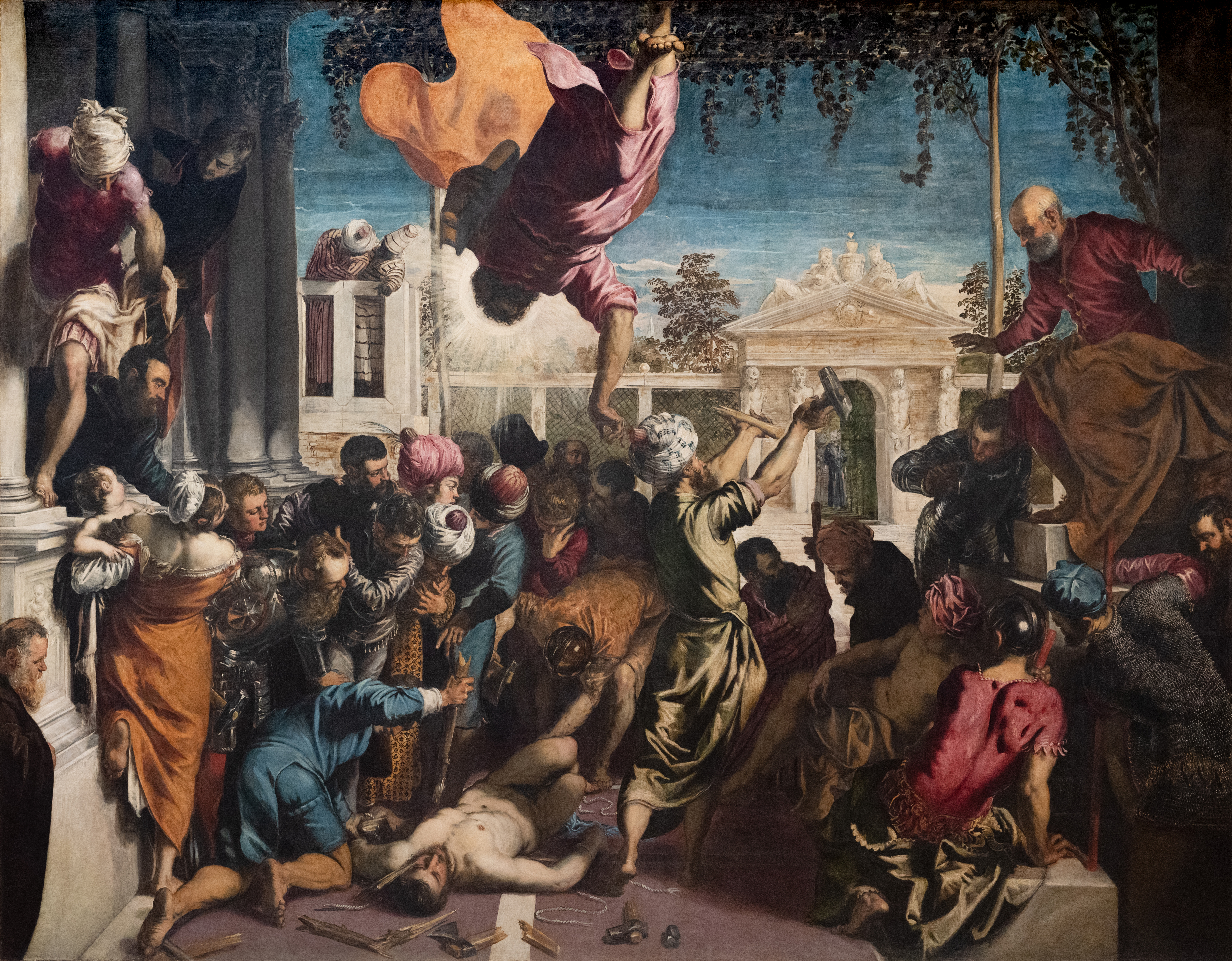
Het wonder van de slaaf
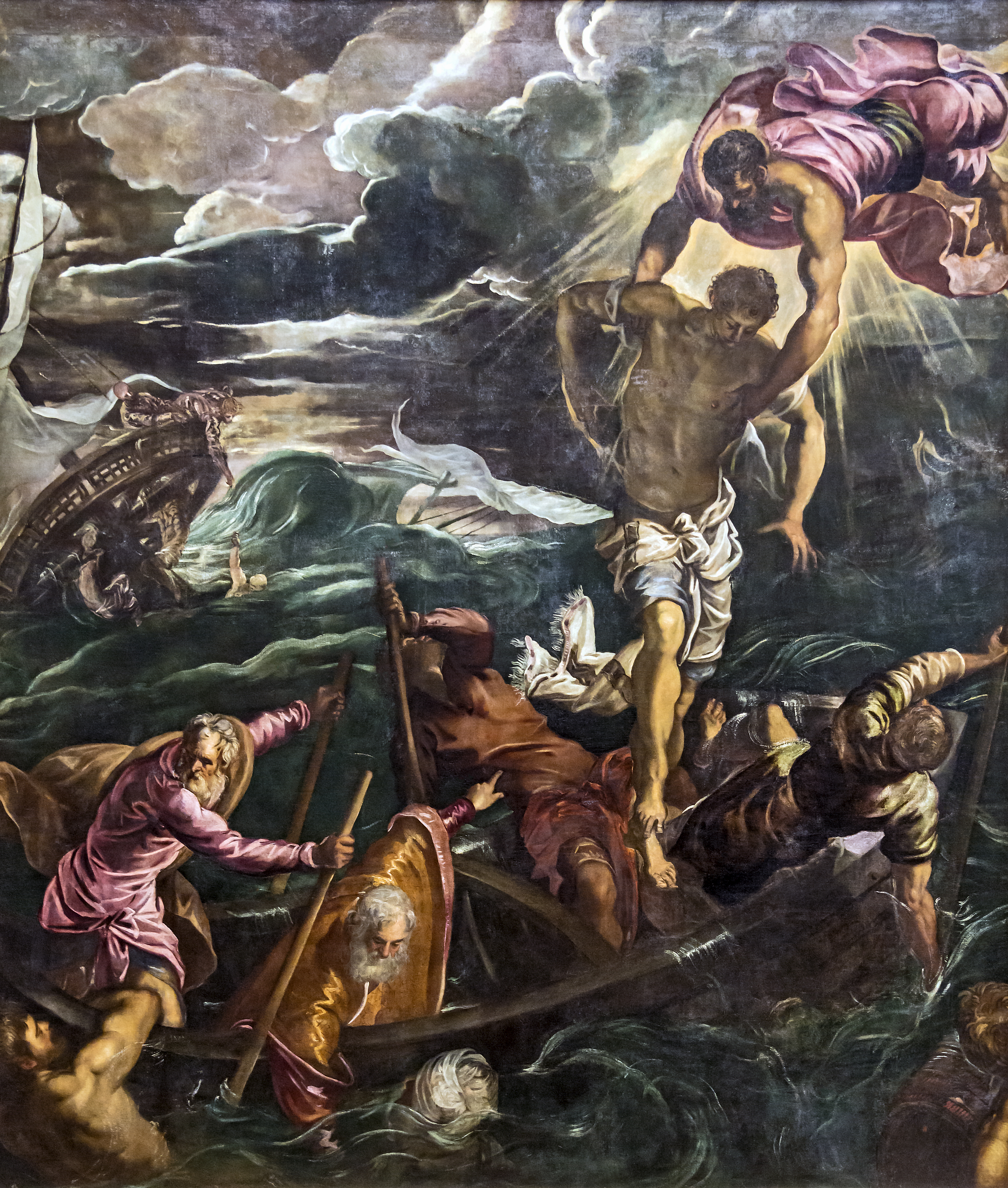
De heilige Marcus redt een Saraceen tijdens een schipbreuk
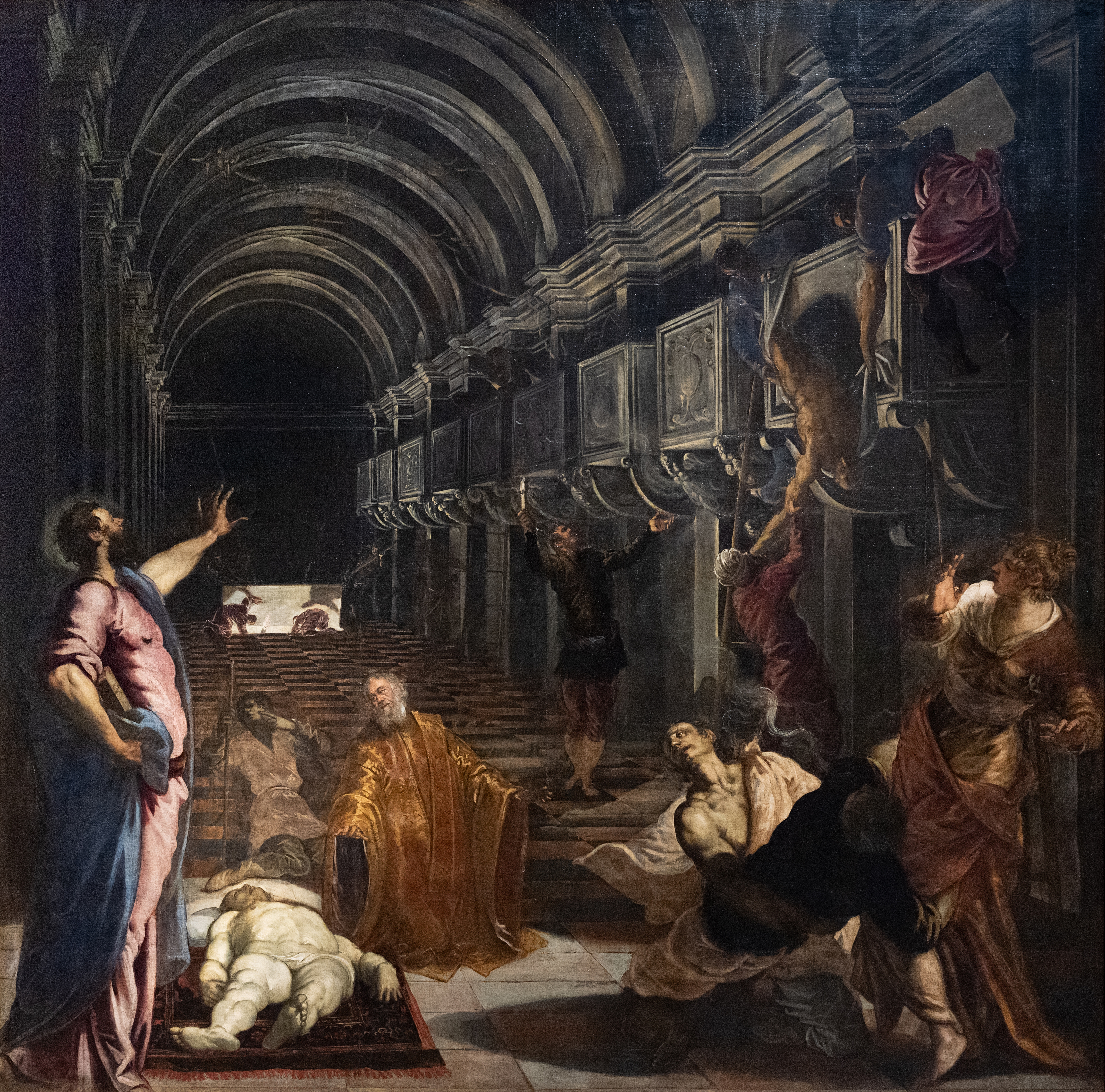
De vondst van het lichaam van de heilige Marcus